# Kolgaküla
Kolgaküla är en by i Estland. Den ligger i Kuusalu kommun och i landskapet Harjumaa, 60 km öster om huvudstaden Tallinn. Kolgaküla ligger 59 meter över havet och antalet invånare är 176.
Terrängen runt Kolgaküla är platt. Runt Kolgaküla är det glesbefolkat, med 8 invånare per kvadratkilometer. Närmaste större samhälle är Loksa, 5 km norr om Kolgaküla. I omgivningarna runt Kolgaküla växer i huvudsak blandskog.